# Kościół św. Marcina w Murze w Pradze
Kościół Świętego Marcina w Murze (czes. kostel sv. Martina ve zdi) – zabytkowy kościół w Pradze w dzielnicy Stare Miasto.
Wzniesiony w I połowie XII wieku w stylu romańskim, na przełomie XIV i XV wieku przebudowany w stylu gotyckim. Zrekonstruowany w roku 1905 (wcześniej, za panowania cesarza Józefa II kościół przekształcono w warsztat). Tablica na ścianie kościoła upamiętnia rodzinę Brokoffów, słynnych czeskich rzeźbiarzy, której członkowie zostali pochowani na ówczesnym przykościelnym cmentarzu.